# 関口芳史
関口 芳史（せきぐち よしふみ、1959年〈昭和34年〉2月8日 - ）は、日本の政治家。新潟県十日町市長（第2代、5期）。

## 略歴
- 1959年2月8日 十日町市に生まれる。
- 1971年3月 十日町市立十日町小学校卒業。
- 1973年9月 十日町市立十日町中学校転出。
- 1974年3月 渋谷区立本町中学校卒業。
- 1977年（昭和52年）3月 - 東京都立青山高等学校卒業。
- 1982年（昭和57年）3月 - 東京大学法学部卒業。
  - 4月 - 野村證券(株)に入社。横浜支店などに勤務。
    - 野村證券イギリス現地法人の野村インターナショナル中央銀行営業課などを歴任。
- 1995年（平成7年） - 退職。
  - 十日町市に戻って家業の着物メーカーに入社。
- 2002年（平成14年）3月 - 退職。
  - 4月 - 十日町市助役に就任。
- 2005年（平成17年）3月 - 合併に伴い失職。
  - 7月 - 高橋一夫前市長のもと三条市収入役に就任。
- 2006年（平成18年）
  - 11月 - 国定勇人市長に慰留され三条市収入役に再任[2]。
- 2008年（平成20年）7月22日 - 退職。
- 2009年（平成21年）
  - 4月26日 - 十日町市長選挙執行。現職の田口直人との一騎打ちを制し初当選した。

※当日有権者数：50,158人 最終投票率：83.78%（前回比：-1.07pts）
| 候補者名 | 年齢 | 所属党派 | 新旧別 | 得票数   | 得票率 | 推薦・支持 |
| -------- | ---- | -------- | ------ | -------- | ------ | ---------- |
| 関口芳史 | 50   | 無所属   | 新     | 21,886票 | 52.4%  |            |
| 田口直人 | 63   | 無所属   | 現     | 19,866票 | 47.6%  |            |

- 5月1日 - 市長就任[3]。
- 2013年（平成25年）4月21日 - 十日町市長選挙に立候補し、再選を果たす[4]。

※当日有権者数：48,239人 最終投票率：76.2%（前回比：-7.58pts）
| 候補者名 | 年齢 | 所属党派 | 新旧別 | 得票数   | 得票率 | 推薦・支持 |
| -------- | ---- | -------- | ------ | -------- | ------ | ---------- |
| 関口芳史 | 54   | 無所属   | 現     | 26,939票 | 74.8%  |            |
| 樋口明弘 | 65   | 無所属   | 新     | 9,059票  | 25.2%  |            |

- 2017年（平成29年）- 4月23日、3選を果たす。

※当日有権者数：46,595人 最終投票率：73.12%（前回比：-3.08pts）
| 候補者名 | 年齢 | 所属党派 | 新旧別 | 得票数   | 得票率 | 推薦・支持 |
| -------- | ---- | -------- | ------ | -------- | ------ | ---------- |
| 関口芳史 | 58   | 無所属   | 現     | 23,355票 | 70.0%  |            |
| 樋口明弘 | 69   | 無所属   | 新     | 10,024票 | 30.0%  |            |

- 2021年（令和3年）4月25日投開票の市長選挙で4選。

※当日有権者数：46,595人 最終投票率：67.25%（前回比：-6.06pts）
| 候補者名 | 年齢 | 所属党派 | 新旧別 | 得票数   | 得票率 | 推薦・支持 |
| -------- | ---- | -------- | ------ | -------- | ------ | ---------- |
| 関口芳史 | 62   | 無所属   | 現     | 19,056票 | 66.56% |            |
| 樋口利明 | 66   | 無所属   | 新     | 9,561票  | 33.44% |            |

- 2025年（令和7年）4月20日投開票の市長選挙で5選。

※当日有権者数：40,463人 最終投票率：68.01%（前回比：+0.76pts）
| 候補者名 | 年齢 | 所属党派 | 新旧別 | 得票数   | 得票率 | 推薦・支持 |
| -------- | ---- | -------- | ------ | -------- | ------ | ---------- |
| 関口芳史 | 66   | 無所属   | 現     | 18,570票 | 70.19% |            |
| 樋口明弘 | 77   | 無所属   | 新     | 7,886票  | 29.81% |            |